# Hyoscyamus rosularis
Hyoscyamus rosularis är en potatisväxtart som beskrevs av Schönbeck-temesy. Hyoscyamus rosularis ingår i släktet bolmörter, och familjen potatisväxter. Inga underarter finns listade i Catalogue of Life.